# Digitální hra

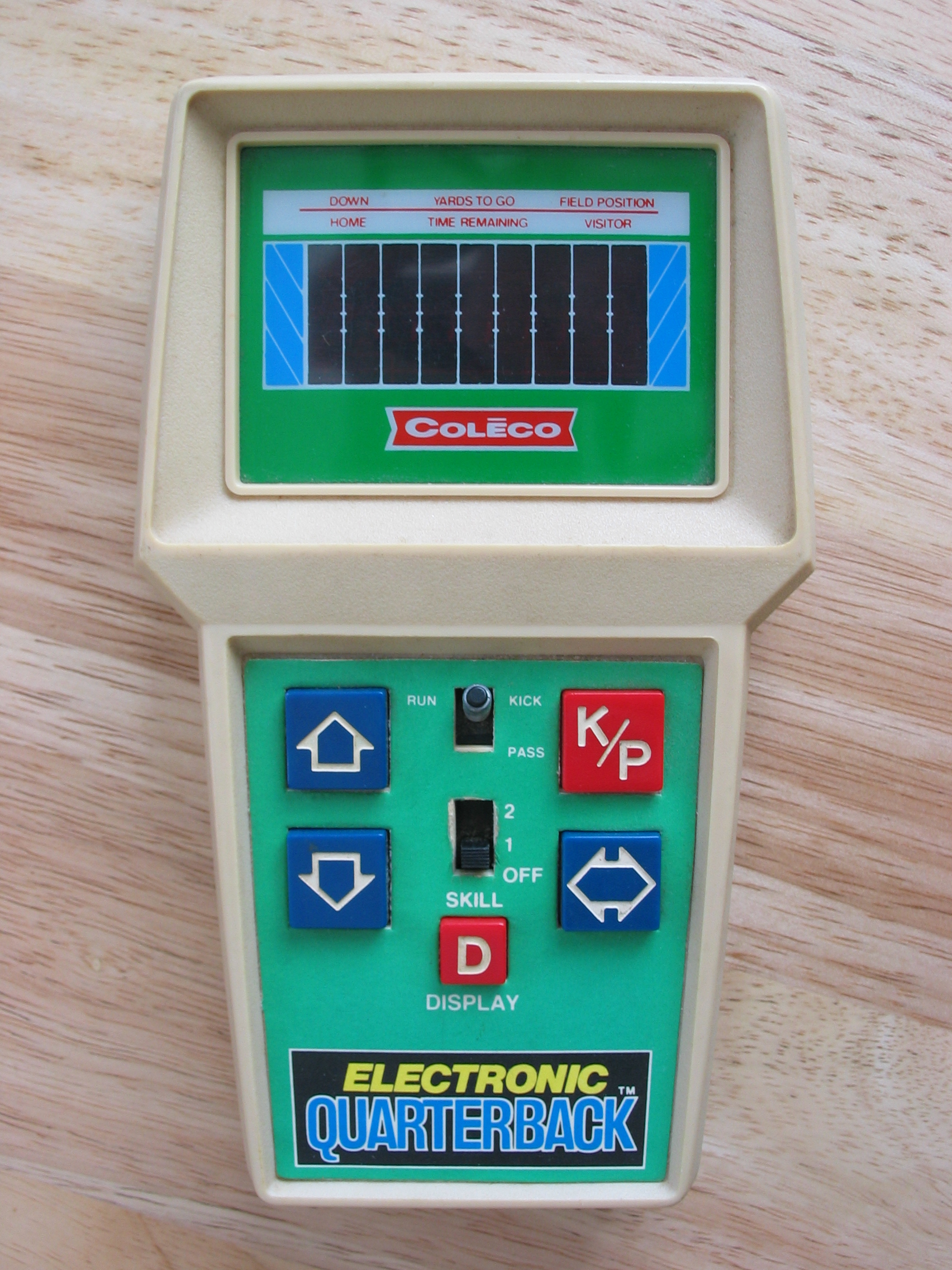
Digitální hra Electronic Quarterback od firmy Coleco (1978).

Digitální hra je malé kapesní / přenosné zařízení (herní konzole) pro hraní interaktivních elektronických her, nezřídka miniaturizovaných verzí videoher. Ovládání, displej i audiovýstup je v drtivé většině součástí herního přístroje. Displej bývá většinou určen k hraní jediné hry, touto jednoduchostí bylo možno docílit malých rozměrů herních přístrojů, které se někdy vyrovnaly digitálním hodinkám. K zobrazení se zpočátku používaly malé žárovky a alfanumerické LED displeje (jako u kalkulaček), později LCD displeje a VFD displeje (Vacuum Fluorescent Display) s lepšími detaily a barvou. Digitální hry byly na vrcholu popularity od konce 70. let do začátku 90. let 20. století a staly se předchůdci modernějších kapesních herních konzolí (Nintendo Game Boy, Atari Lynx, PlayStation Portable aj.).
Anglický termín je „Handheld electronic game“.

## Historie

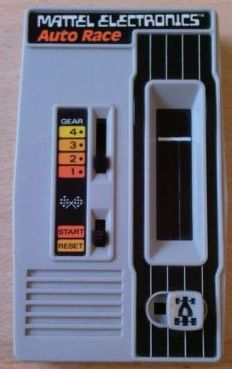
Hra Auto Race od firmy Mattel Electronics (1976).

První digitální hry využívaly jednoduchých mechanismů k interakci s hráčem, často disponovaly pouze osvětlenými tlačítky a zvukovými efekty. Mezi starší digitální hry patří např. Mattel Auto Race (1976) a Mattel Electronic Football (1977) s jednoduchými červenými LED displeji; stiskem tlačítek se přesunoval automobil (nebo fotbalový záložník v případě hry Mattel Electronic Football) znázorněný světlým bodem a vyhýbal se překážkám (tmavším bodům). V roce 1978 představila firma Milton Bradley Company jednoduchou hru Simon, ve stejný rok firma Parker Brothers vyvinula hru Merlin, sofistikovanější přístroj se 6 herními variantami a souborem 11 tlačítek a integrovaným LED displejem. Přes svou relativní jednoduchost byly tyto hry velmi žádané.
Počáteční úspěch Mattelu a Parker Brothers spustil na počátku 80. let 20. století celou vlnu obdobných kapesních elektronických zařízení, mezi nimi stojí za zmínku série populárních her pro dva hráče od firmy Coleco. Další elektronické hry byly miniaturizované verze arkádových videoher.

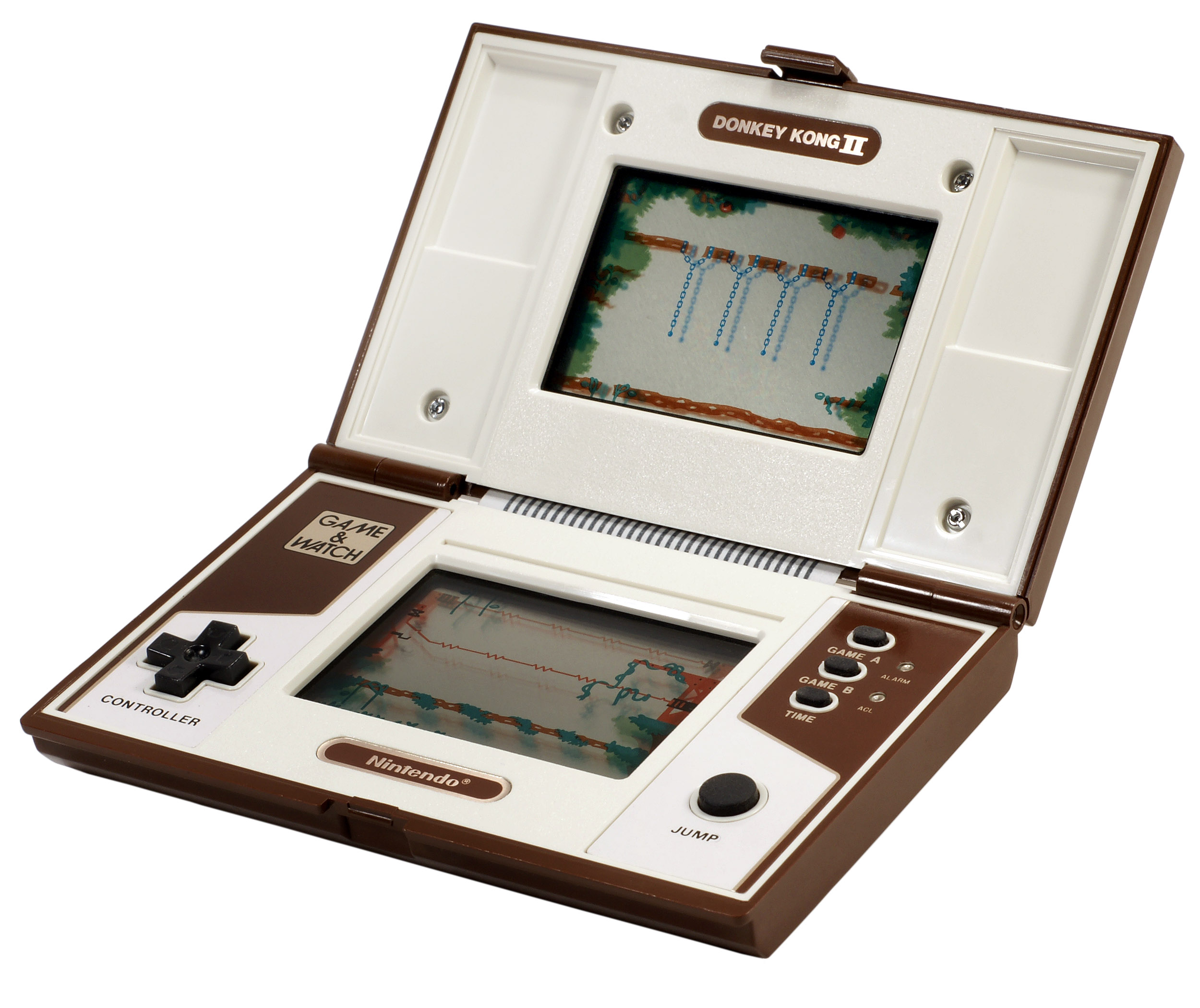
Hra Donkey Kong 2 od firmy Nintendo ze série Game & Watch se dvěma displeji a křížovým ovladačem z roku 1983.

Když v roce 1979 viděl Gunpei Yokoi (pozdější herní vývojář, pracoval dlouhou dobu pro Nintendo) v japonském vlaku Šinkansen unaveného businessmana, jak si hraje s LCD kalkulačkou, dostal nápad využít hodinky i jako miniaturní herní konzoli pro ukrácení času.
Japonská společnost Nintendo začala od roku 1980 vydávat série elektronických her navržených Yokoiem a nazvaných Game & Watch. S využitím technologií pro kalkulačky velikosti kreditních karet, které se objevily na trhu, Yokoi navrhl LCD hry s digitálním displejem času v rohu zobrazovacího zařízení. Pro pozdější vyspělejší hry série Game & Watch vyvinul Yokoi ovladač tvaru kříže (D-pad) k ovládání postav na displeji. Yokoi zavedl svůj křížový ovladač i pro herní konzoli Nintendo Entertainment System a tento se následně stal standardem ve světě videoher jako náhrada joysticku.
Během 80. let zlevnily LCD displeje a začaly masově nahrazovat LED displeje v elektronických hrách. Použití obrázků libovolných tvarů v LCD a VFD hrách umožnilo nahradit hranatý „pixelovaný“ vzhled ze starších konzolí, ale i nová technologie měla své nedostatky. Veškerá grafika je statická – fixována na jednom místě, jakákoli možná pozice herního objektu na displeji je předdefinována, jednotlivé pozice se navzájem nepřekrývají. Všechny digitální pozice, objekty či obrázky se zobrazí během resetu hry (resp. resetu mikroprocesoru), k tomu často slouží tlačítko ACL (Auto Clear). Iluze pohybu je vytvářena postupným přeblikáváním jednotlivých pozic objektu na displeji. Pozadí displeje tvoří nepohyblivé barevné kresby prostředí (např. pro digitální hru Elektronika IM02 „Jen počkej“, kde vlk chytá vajíčka slepic do košíku, je to barevné provedení kurníků).

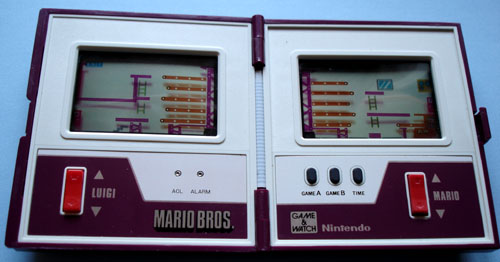
Hra Mario se dvěma displeji ze série Game & Watch od firmy Nintendo.

Částečně kvůli těmto omezením neposkytovalo hraní prvních LCD digitálních her takový prožitek jako u jejich LED předchůdců. Některé ze známých LCD digitálních her jsou hry série Game & Watch od Nintenda (tuto sérii okopíroval Sovětský svaz pro svou řadu Elektronika IM, která byla rozšířená v bývalém východním bloku), elektronické hry od firmy Tiger Electronics a další. Vzniklo mnoho variant od různých výrobců, populární byly konverze arkádových videoher. Nové hry stále vznikají, vycházejí však povětšinou z karetních či deskových her.
V roce 1982 představila firma Bandai sérii LCD Solarpower, první řadu her napájených sluneční energií. Některé z nich, např. digitální hra s hororovým námětem „Terror House“, disponovaly dvěma vzájemně se překrývajícími LCD panely pro vyvolání 3D efektu. V roce 1983 série Tomytronic 3D japonské společnosti Takara Tomy simulovala počítačovou 3D grafiku užitím dvou LED panelů, které byly osvětleny externím světlem přes okénko v horní části konzole, jde o první domácí video 3D hardware.
Vznikaly další hry se dvěma nebo i třemi displeji s různými scénami nabízejícími všelijaké herní variace.

## Odkazy

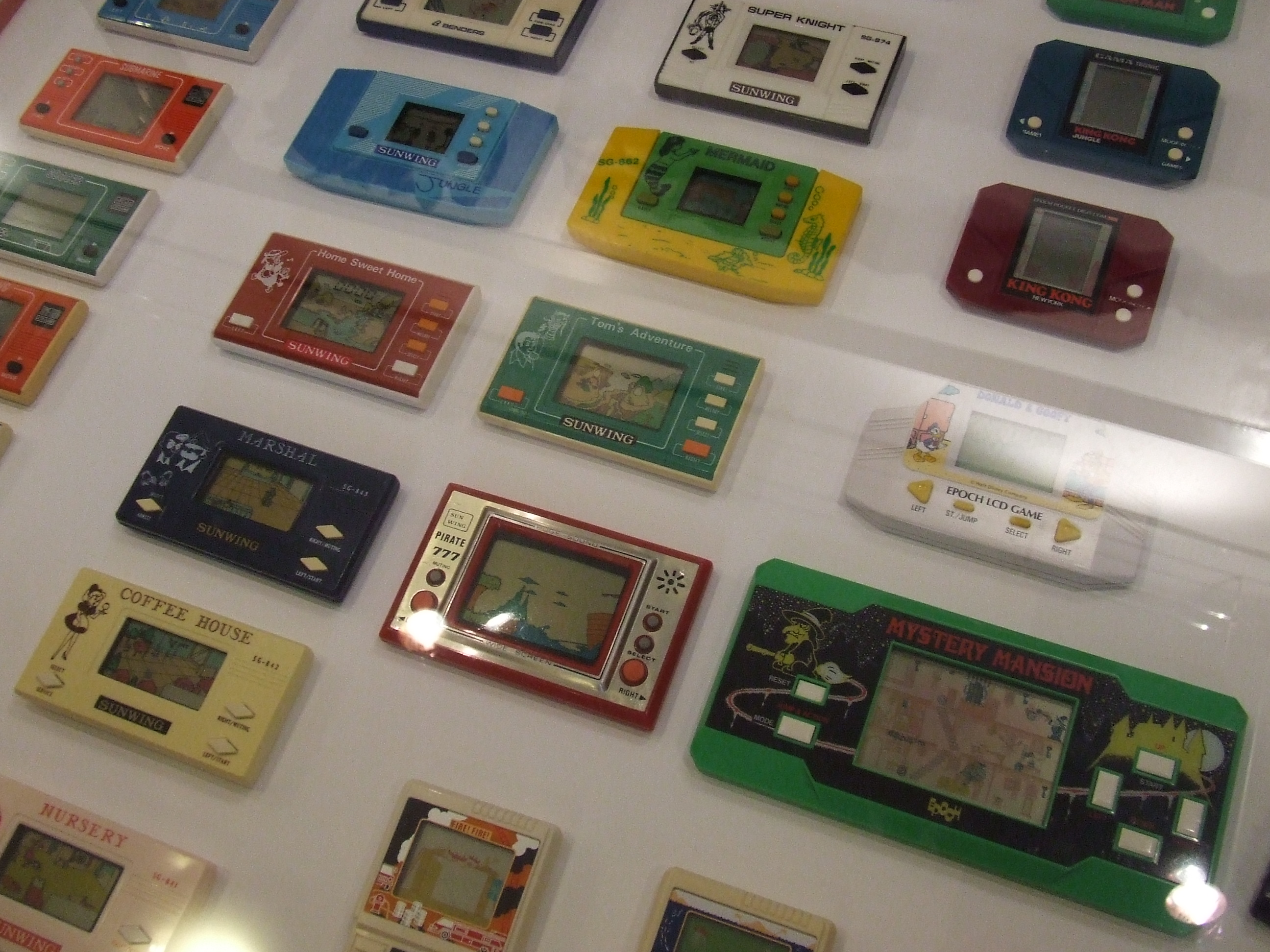
Digitální hry značek Mini Arcade, Epoch Co., Sunwing a Benders Ltd. na výstavě v Budapešti (2005).

## Značky
- Acclaim Entertainment
- Actronics
- Bambino
- Bandai
- Benders
- Casio
- CGL
- Coleco
- Cresta
- Elektronika
- Entex Electronics
- Epoch Co.
- Gakken
- GCE
- Grandstand
- Halion
- Hasbro
- Konami
- Lansay
- Levis
- Liwaco
- Ludotronic
- Masudaya
- Matsushima
- Mattel Electronics
- McDonald's
- Micro Games of America (MGA)
- Mini Arcade
- Namco
- Nelsonic
- Nintendo
- Orlitronic
- Parker Brothers
- Piratron
- Playtime Products Inc.
- Polistil
- Popy
- Radica
- Radio Shack
- Romtec
- Rosy Electronics
- Q&Q
- Sears
- Sega
- Seiko
- Sunwing
- Takatoku
- Tandy
- Techno Source
- Tiger Electronics
- Timetron
- Tomy
- Tronica
- Truly
- VTech
- Yonezawa
- Zizzle
- Zuritron